# Шоутајм
Шоутајм (енгл. Showtime) или Представа почиње америчка је криминалистичка трилер комедија из 2002. у режији Тома Деја.
Пародија филмова о другарима полицајцима, у којима су два веома различита полицајца, приморана да се удруже у новој телевизијској емисији о полицајцима заснованој на реалности, док прате произвођача и дистрибутера, веома моћног, нелегално направљеног полуаутоматског ватреног оружја.

## Радња
Треј Селарс (Марфи) је патролни полицајац ЛАПД-а, гласан, често нервозан шаљивџија. Мич Престон (Де Ниро) је полицијски детектив са 28 година искуства, искусни, помало цинични реалиста. Први пут се сусрећу док хапсе дилере дроге. Треј ненамерно осујећује Мичеве планове. Истовремено, на месту полицијске акције појављује се група телевизијских новинара који изазивају велику пометњу. Престон разбија видео камеру репортера, а следећег дана полиција је тужена за 10 милиона долара. Али постоји могућност споразума о нагодби. Све предстојеће истраге и Мичеве операције биће снимљене од стране новинара и емитоване у оквиру криминалистичке емисије. Под притиском својих претпостављених, Престон пристаје. Треј Селарс постаје његов партнер. Следеће – пуцњаве на улицама Лос Анђелеса, поломљени и запаљени аутомобили. Представа почиње.

## Улоге
| Глумац          | Улога                 |
| --------------- | --------------------- |
| Роберт Де Ниро  | детектив Мич Престон  |
| Еди Марфи       | полицајац Треј Селарс |
| Рене Русо       | Чејс Рензи            |
| Педро Дамијан   | Сесар Варгас          |
| Моус Деф        | 'Лењивац'             |
| Френки Фејзон   | капетан Виншип        |
| Вилијем Шетнер  | самога себе           |
| Нестор Серано   | Реј                   |
| Дрина Де Ниро   | Ени                   |
| Линда Харт      | конобарица            |
| Џуда Фридлендер | Хулијо                |
| Кадим Хардисон  | Кајли                 |
| Питер Џејкобсон | Бред Слокум           |
| Џејмс Родеј     | камерман              |
| Алекс Борстајн  | редитељ кастинга      |
| Џони Кокрен     | самог себе            |